# Gustav Nick
Gustav Nick (* 23. November 1837 in Lauffen am Neckar; † 25. Juni 1904 in Darmstadt) war ein deutscher Bibliothekar.

## Leben
Gustav Adolf Nick wurde im November 1837 als Sohn von Karl Martin Nick und dessen Ehefrau Christine Friederike Fehleisen in Lauffen am Neckar geboren. Nick studierte Klassische Philologie an der Universität Gießen. Während seiner Studienzeit arbeitete er in der Universitätsbibliothek in Gießen. Hier reifte sein Entschluss, den Bibliotheksberuf anzustreben. Dies war ihm jedoch nicht sofort möglich. Er arbeitete einige Jahre als Lehrer an der Realschule zu Offenbach am Main. Erst 1875 erhielt er eine Stelle als Akzessist an der Hofbibliothek in Darmstadt. Im Oktober 1875 wurde er Sekretär II. Klasse bei der Hofbibliothek. In den nachfolgenden Jahren durchlief er die Bibliothekskarslaufbahn. 1877 wurde er Sekretär I. Klasse und schließlich im Dezember 1890 Hofbibliothekar. Nach dem Tod von Wilhelm Maurer wurde er im Januar 1895 zum Direktor der Hofbibliothek ernannt. Dieses Amt hatte er bis zu seinem Tod im Juni 1904 inne. Nick veröffentlichte v. a. wissenschaftliche Arbeiten zur Lokalgeschichte. 
Nick war nebenamtlich Bibliothekar des 1832 gegründeten Historischen Vereins von Hessen und Herausgeber der Quartalblätter des Historischen Vereins. Karl Esselborn hat Gustav Nick wie folgt beschrieben: „Nick war ein fleißiger und äußerst gewissenhafter Arbeiter, der aber, weil er Haupt- und Nebensächliches gleich behandelte, sich häufig ins Kleinliche verlor und darüber nicht zur Ausführung größerer Pläne kam“.
Gustav Adolf Nick starb im Juni 1904 in Darmstadt im Alter von 66 Jahren. Er war seit 1867 mit Albertine Josephine Böttigheimer verheiratet.

## Veröffentlichungen
- 1882: Verzeichnis der Druckwerke und Handschriften der Bibliothek des historischen Vereins für das Großherzogtum Hessen, Darmstadt.
- 1891: Die Großherzogliche Universitäts-Bibliothek zu Gießen, Darmstadt.
- 1896: Georg der Fromme, Landgraf zu Hessen, der Stifter des Hessen-Darmstädtischen Regentenhauses, Darmstadt.
- 1900: Goethe-Erinnerungen in Hessen, Darmstadt.